# Pachliopta phlegon
Pachliopta phlegon är en fjärilsart som först beskrevs av Felder 1864.  Pachliopta phlegon ingår i släktet Pachliopta och familjen riddarfjärilar. Inga underarter finns listade i Catalogue of Life.